# International Lawn Tennis Challenge de 1902
O International Lawn Tennis Challenge de 1902 foi a 2ª edição do que atualmente é conhecida como Copa Davis. Os Estados Unidos sagraram-se campeões.

## Final
| Estados Unidos 3 | Crescent Athletic Club, Nova York, Estados Unidos 6 a 8 de agosto de 1902 grama | Crescent Athletic Club, Nova York, Estados Unidos 6 a 8 de agosto de 1902 grama | Ilhas Britânicas 2 |      |     |     |     |  |
| \| \| \| \| 1 \| 2 \| 3 \| 4 \| 5 \| \| \| - \| \| ----------------------------------------------------------------- \| --- \| ---- \| --- \| --- \| --- \| \| \| 1 \| \| Malcolm Whitman Joshua Pim \| 6 1 \| 6 1 \| 1 6 \| 6 0 \| \| \| \| 2 \| \| William Larned Reggie Doherty \| 6 2 \| 6 3 \| 3 6 \| 4 6 \| 4 6 \| \| \| 3 \| \| Dwight F. Davis / Holcombe Ward Lawrence Doherty / Reggie Doherty \| 6 3 \| 8 10 \| 3 6 \| 4 6 \| \| \| \| 4 \| \| William Larned Joshua Pim \| 6 3 \| 6 2 \| 6 3 \| \| \| \| \| 5 \| \| Malcolm Whitman Reggie Doherty \| 6 1 \| 7 5 \| 6 4 \| \| \| \| |                                                                                 |                                                                                 |                    |      |     |     |     |  |
| |                                                                                 |                                                                                 | 1                  | 2    | 3   | 4   | 5   |  |
| 1 | Estados Unidos · Reino Unido da Grã-Bretanha e Irlanda                          | Malcolm Whitman Joshua Pim                                                      | 6 1                | 6 1  | 1 6 | 6 0 |     |  |
| 2 | Estados Unidos · Reino Unido da Grã-Bretanha e Irlanda                          | William Larned Reggie Doherty                                                   | 6 2                | 6 3  | 3 6 | 4 6 | 4 6 |  |
| 3 | Estados Unidos · Reino Unido da Grã-Bretanha e Irlanda                          | Dwight F. Davis / Holcombe Ward Lawrence Doherty / Reggie Doherty               | 6 3                | 8 10 | 3 6 | 4 6 |     |  |
| 4 | Estados Unidos · Reino Unido da Grã-Bretanha e Irlanda                          | William Larned Joshua Pim                                                       | 6 3                | 6 2  | 6 3 |     |     |  |
| 5 | Estados Unidos · Reino Unido da Grã-Bretanha e Irlanda                          | Malcolm Whitman Reggie Doherty                                                  | 6 1                | 7 5  | 6 4 |     |     |  |